# Милан Батес
Милан Батес (Врточе, код Петровца, 27. јануар 1923 — Челарево, 17. март 2004) био је учесник Народноослободилачке борбе, мајор ЈНА и носилац Партизанске споменице.

## Биографија
Рођен је у Врточу (заселак Реџин крај) од оца Боже и мајке Стане (рођ. Атлагић). Одрастао је са братом Душаном и сестром Перком, који су такође били борци НОР-а. Потиче из земљорадничке породице. Прије рата био је радник. Оженио је Марицу Станчић и са њом стекао синове Душана, Миленка и Зорана.
По окупацији Југославије, укључио се у припреме оружаног устанка 27. јула 1941. Од првих дана учествовао је у устаничким и герилским акцијама, са карабином којег се домогао у борбама 1. септембра 1941. Борио се у саставу Треће крајишке бригаде. Важио је за поштеног, стрпљивог и увијек расположеног борца.
Члан СКОЈ-а постао је 1942. године, а члан КПЈ постао је 1944. године. Учесник је Битке на Сутјесци, битке на Неретви и ослобађања Београда 1944. године.
У рату је обављао више дужности. Почетком рата био је борац. Борио се у саставу врточке чете, а потом у саставу куленвакуфске чете Треће крајишке бригаде. Крајем рата био је политички комесар чете, а потом интендант батаљона. У рату је рањаван два пута. Први пут теже, а други пут лакше. Имао је статус ратног војног инвалида са 50% инвалидности.
Након рата служио је као официр у ЈНА. Војну службу је обављао у више градова тадашње државе. Пензионисан је у чину мајора.
Носилац је Партизанске споменице 1941.
Послије рата је колонизован у Челарево. Преминуо је у Челареву 2004. године.